# 제이슨 라이트먼
제이슨 라이트먼(영어: Jason Reitman, 1977년 10월 19일 ~ )은 미국, 캐나다의 영화 감독이다. 그는 영화 《땡큐 포 스모킹》(2005), 《주노》(2007), 《인 디 에어》(2009)와《영 어덜트》(2011)의 영화 감독으로 가장 잘 알려져 있다. 《주노》로 미국 아카데미상 최우수 감독상에 후보 지명되었고, 《인 디 에어》로 미국 아카데미상 최우수 감독상과 각본상에 후보 지명되었다.
라이트먼은 캐나다와 미국의 이중 국적을 가졌으며, 그는 아이번 라이트먼 감독의 아들이다.

## 필모그래피
| 연도 | 제목                                             | 역할                                           | 참고  |
| ---- | ------------------------------------------------ | ---------------------------------------------- | ----- |
| 1988 | Twins                                            | 배우                                           |       |
| 1989 | Ghostbusters II                                  | 배우                                           |       |
| 1990 | Kindergarten Cop                                 | 배우, 크루                                     |       |
| 1993 | 데이브 Dave                                      | 배우, 크루                                     |       |
| 1997 | 파더스 데이 Fathers' Day                         | 배우, 크루                                     |       |
| 1998 | Operation                                        | 감독, 각본, 프로듀서, 배우 (단편 영화)         |       |
| 1999 | H@                                               | 감독, 각본, 배우 (단편 영화)                   |       |
| 2000 | In God We Trust                                  | 감독, 각본, 총괄 프로듀서, 배우 (단편 영화)    |       |
| 2001 | 걸프 Gulp                                        | 감독, 각본 (단편 영화)                         |       |
| 2002 | 삼촌 샘 Uncle Sam                                | 감독, 각본 (단편 영화)                         |       |
| 2004 | 콘센트 Consent                                   | 감독, 각본 (단편 영화)                         |       |
| 2005 | 땡큐 포 스모킹 Thank You for Smoking             | 감독, 각본                                     |       |
| 2007 | 오피스 The Office                                | 감독 (텔레비전 시리즈, 에피소드: "Local Ad")   |       |
| 2007 | 주노 Juno                                        | 감독                                           |       |
| 2008 | 오피스 The Office                                | 감독 (텔레비전 시리즈, 에피소드: "Frame Toby") |       |
| 2009 | 죽여줘! 제니퍼 Jennifer's Body                   | 프로듀서                                       |       |
| 2009 | 인 디 에어 Up in the Air                         | 감독, 각본, 프로듀서                           |       |
| 2009 | 클로이 Chloe                                     | 총괄 프로듀서                                  |       |
| 2010 | 세레모니 Ceremony                                | 총괄 프로듀서                                  |       |
| 2011 | 영 어덜트 Young Adult                            | 감독, 프로듀서                                 |       |
| 2011 | 제프 후 리브스 앳 홈 Jeff, Who Lives at Home     | 프로듀서                                       |       |
| 2013 | 레이버 데이 Labor Day                            | 감독, 각본, 프로듀서                           |       |
| 2014 | 멘, 우먼 & 칠드런 Men, Women & Children          | 감독, 각본, 프로듀서                           |       |
| 2014 | 위플래쉬 Whiplash                                | 총괄 프로듀서                                  |       |
| 2015 | Casual                                           | 감독, 총괄 프로듀서 (텔레비전 시리즈)          |       |
| 2018 | 툴리 Tully                                       | 감독, 프로듀서                                 |       |
| 2018 | 프론트 러너 The Front Runner                     | 감독, 각본, 프로듀서                           |       |
| 2021 | 고스트버스터즈 라이즈 Ghostbusters: Afterlife    | 감독, 각본                                     |       |
| 2024 | 새터데이 나이트                                  | 감독, 각본                                     |       |
| 미정 | The Adventures of Beekle: The Unimaginary Friend | 감독, 각본 (첫 애니메이션 장편 영화)           | [ 3 ] |